# Глауцин

Glaucine

Глауцин (Glaucine) — алкалоїд з рослини Glaucinum flavum (Мачок жовтий), який пригнічує центр кашлю; на відміну від кодеїну не впливає на центр дихання і не спричиняє медикаментозну залежність; не впливає на моторику кишечника, виявляє незначну спазмолітичну дію, може спричинити зниження АТ; має деяку протизапальну дію. Відноситься до похідних апорфіну, які можуть бути отримані синтетично з алкалоїдів, похідних фенантренізохіноліну. В медицині використовують Глауцину гідрохлорид (Glaucini hydrochloridum; 4,5,7,8-Тетраметоксиапоморфіну гідрохлорид).
Фармакотерапевтична група: R05DB28 — протикашльові засоби.

## Медичне застосування
В Україні (станом на 2011 рік) продаються болгарські ліки у вигляді сиропу, до складу яких входить глауцин (лауцину гідробромід): Бронхолітин, Бронхотон, Бронхоцин та Бронхолітин Нео.